# Brembio
Brembio est une commune de la province de Lodi, en Lombardie, en Italie.

## Géographie
Brembio se situe à 15 km au sud-ouest de son chef-lieu Lodi, entre le canal Muzza et la rivière Lambro.

## Histoire
Le village est d'origine romaine. Il a appartenu au Monastère de Saint Pierre in Ciel d'Oro de Pavie, en 725. Et ensuite à plusieurs familles nobles de Lodi.

## Culture
La famille Gerolomini, originaire de Ospedaletto Lodigiano, avait construit, en 1731, l'église paroissiale et le Palais Andreani.
La Cascina Palazzo date du XVIIe siècle.
On trouve au hameau Monasterolo les ruines d'un monastère bénédicitin dont la construction remonte à 972.

## Économie
L'activité principale est l'agriculture, avec des élevages de vaches et de porcs. Il y a aussi des industries qu'ils actionnent dans les secteurs  mécanique-alimentaire, comme la Allogel, fondée par Felice Alloni, ils sont 25 ans que l'industrie c'est engagée pour affronter le marché avec protocoles de qualité et avec machines à l'avant-garde.

## Administration
| Période                                  | Période  | Identité       | Étiquette    | Qualité |
| ---------------------------------------- | -------- | -------------- | ------------ | ------- |
| 14 juin 2004                             | En cours | Giuseppe Sozzi | Lista Civica |         |
| Les données manquantes sont à compléter. |          |                |              |         |

### Hameaux
Ca' de Folli, Ca' del Parto, Monasterolo

### Communes limitrophes
Mairago, Ossago Lodigiano, Secugnago, Borghetto Lodigiano, Casalpusterlengo, Livraga, Ospedaletto Lodigiano

### Évolution démographique
Habitants recensés

## Jumelages
- Saint-Christo-en-Jarez (France) depuis 2004